# Ямки (Алтайский край)
Ямки — упразднённое село в Табунском районе Алтайского края. Входило в состав Роза-Люксембургского сельсовета. Упразднено в 1950-х годах.

## География
Село располагалось в 3,5 км к северо-востоку от села Забавное.

## История
Основано в 1908 году, немцами переселенцами из Причерноморья и Поволжья. До 1917 года католическое село Славгородской волости Барнаульского уезда Томской губернии.

## Население[1]
| год     | 1926 |
| ------- | ---- |
| человек | 231  |